# PestschanLag
PestschanLag, errichtet 1949, das zu dem großen Komplex der Gulag-Lager gehörte, war ein Sonderlager des MWD für politische Gefangene mit bis zu fast 40.000 Häftlingen. Diese Sonderlager mit verschärftem Regime waren in der Nachkriegszeit durch das Innenministerium MWD (ehem. NKWD) geschaffene spezielle Einrichtungen im allgemeinen Gulag-System in der Sowjetunion. 

## Bezeichnung
PestschanLag, russisch Песчанлаг, trug ursprünglich die Bezeichnung Ossoblag Nr. 8, d. h. Sonderlager Nr. 8 (aus особый лагерь № 8, особлаг № 8). Die Abkürzung PestschanLag ist abgeleitet von песчаный ла́герь pestschany lager, d. h. Sandlager (diesen Namen findet man vereinzelt auch in der deutschsprachigen Literatur und deutschsprachigen Quellen). Diese Bezeichnungen für die ursprünglich nummerierten Sonderlager wurden erst später und meist zufällig vergeben, als eine Art Code, meist ohne irgendeinen Bezug zur Realität. Eine spätere Bezeichnung war dann Sand-ITL (Песчаный ИТЛ).

## Geschichte
Das Lager PestschanLag wurde am 5. September 1949 aufgrund des Dekrets Nr. 00219 des Innenministeriums MWD vom 21. Februar 1948 anstelle des bisherigen Lagers Nr. 99 des MWD für Kriegsgefangene gegründet. Es befand sich in einem größeren Arbeitslagerkomplex nahe der Stadt Karaganda in der damaligen Kasachischen SSR. Am 17. November 1950 wurden einige Lagerabteilungen des Sonderlagers Nr. 9 LugLag sowie die in Ekibastus gelegene Kohletagebauabteilung des Sonderlagers Nr. 4 StepLag an das Lager PestschanLag überführt; am 4. Januar 1951 wurden dem Lager dann die Lagerpunkte 1 und 2 der Abteilung für Besserungsarbeitskolonien (OITK) der MWD-Verwaltung für das Gebiet Karaganda unterstellt; am 24. April 1952 schließlich wurde auf der Basis der Lagerabteilung Nr. 6 von PestschanLag (Ekibastus) das Sonderlager Nr. 11 DalLag errichtet. PestschanLag wurde am 24. August 1955 durch die Übergabe der Lagerunterabteilung und Produktion an das Karaganda-ITL geschlossen.
Für das Lager waren abwechselnd zuständig:
- GULAG (Hauptverwaltung der Besserungsarbeitslager und -kolonien) des MWD (September 1949 bis März 1953)
- GTU (Hauptverwaltung der Gefängnisse) des MWD (März 1953 bis Februar 1954)
- GULAG des MWD (Februar 1954 bis August 1955)

## Tätigkeit
Die Häftlinge wurden vor allem im Bereich Kohletagebau und Steinbruch eingesetzt. Im Einzelnen (unter anderem):
- Arbeiten beim Kohleabbau in Karaganda, u. a. in Ekibastus, im Staatsbetrieb KaragandaSchachtoStroi, im Kombinat KaragandaUgol (ITL der Karaganda-Kohle)
- Arbeiten im Holzverarbeitungskombinat und in den Ziegeleiwerken des Trusts LeninUgol und KirowUgol und anderen
- Arbeiten im Steinbruch von MolotowUgol und im Werk Beloginischtschenski des Trusts KaragandaStroiMaterialy
- Arbeiten beim Bau des Veredlungswerks des Schachtes Nr. 105 und bei der Errichtung der Kohletagebauen von Ekibastus, beim Bau eines Fleischkombinats
- Einsatz bei der Errichtung von Sozial- und Kulturbauten und im Wohnungsbau

## Insassenzahlen
Die Anzahl der Häftlinge wurde mit folgenden Zahlen dokumentiert:
| 1. Februar 1950  | 6.682  |
| 1. Dezember 1950 | 9.517  |
| 1. Januar 1951   | 21.170 |
| 1. Januar 1952   | 39.612 |
| 1. Januar 1953   | 29.905 |
| 1. Januar 1954   | 23.626 |
| 1. Januar 1955   | 10.822 |

## Bekannte Häftlinge
- Alexander Issajewitsch Solschenizyn